# Латроп, Уильям
Уильям Латроп (Лэтроп) (англ. William Langson Lathrop; 1859—1938) — американский художник-импрессионист, пейзажист. Основатель художественной колонии в Нью-Хоупе, штат Пенсильвания. Часто упоминается как «пенсильванский импрессионист».

## Биография

Автопортрет

Родился 29 марта 1859 года в городе Пейнсвилл, штат Огайо. Рос на ферме своих родителей.
Свою художественную карьеру Латроп начал в Нью-Йорке в конце 1870-х годов как художник-иллюстратор и по совместительству гравер, что приносило достаточный доход. В конце 1880-х годов посетил Европу, где повстречался с девушкой, на которой женился. Вернувшись в Америку, художник ощутил некоторые финансовые трудности, когда ненадолго отошёл от искусства. Затем друзья пригласили его участвовать в акварельных представлениях в Нью-Йорке, где получил хороший отзыв в The New York Times, начав таким образом карьеру профессионального художника.
В 1899 году Латроп с семьёй переехал в Нью-Хоуп, жил рядом с рекой Делавэр в штате Пенсильвания. Здесь начали селиться другие художники, работая на пленэре в стиле пейзажной живописи. На барже, которую назвали «Sunshine», он преподавал студентам живопись. Эта его школа была подобна летней школе в Шиннекок Хиллс на Лонг-Айленде художника Уильяма Чейза и классам живописи Бирджа Харрисона в Вудстоке со студентами нью-йоркской Лиги студентов-художников.
В 1916 году шесть местных художников сформировали группу The New Hope Group, куда вошли Уильям Латроп, Даниель Гарбер, Charles Rosen, Morgan Colt, Rae Sloan Bredin и Robert Spencer. Все они жили в непосредственной близости друг от друга, возле реки Делавэр. Эта группа проводила совместные выставки во многих местах США и были представителями одной школы пейзажной живописи.
Латроп сыграл важную роль в создании выставочной площадки их арт-колонии — Phillips Mill — каменной мельницы XVIII века, которая находилась рядом с домом Латропа. Здесь кроме профессиональных художников собирались и ученики Уильяма; гостей его жена Энни угощала чаем. В октябре 1928 года местный художник Уильям Тейлор стал главой комитета по покупке и переводу мельницы в общественный центр. Мельница была приобретена за $5,000 и Латроп стал первым президентом этого художественного центра. Кроме этого Уильям Латроп собственноручно построил лодку на дворе своего дома, названную «The Widge», на которой с друзьями ходил по реке Делавэр с выходом в прибрежные воды Атлантики. Интересно, что однажды его гостем на борту этого судна был Альберт Эйнштейн.
В конце сентября 1938 года Латроп был за штурвалом своего детища во время плавания вокруг восточного Лонг-Айленда, когда пришло сообщение о приближающемся урагане. Уильям решил переждать шторм в бухте, его лодка осталась невредимой, а он утонул. Его тело было обнаружено через месяц, предположительно он умер от сердечного приступа. Был похоронен на кладбище Solebury Friends Burying Grounds города Solebury, округ Бакс, Пенсильвания.

## Труды
За более чем тридцать лет своей деятельности, Латроп писал пейзажи в Нью-Хоупе. Экспонировал свои работы по всей стране. Его стиль эволюционировал от тонализма к импрессионизму, чем он больше известен для нынешнего поколения. Сегодня картины Латропа находятся в многочисленных музейных коллекциях, включая Метрополитен-музей в Нью-Йорке и Смитсоновский музей американского искусства в Вашингтоне.

Некоторые работы
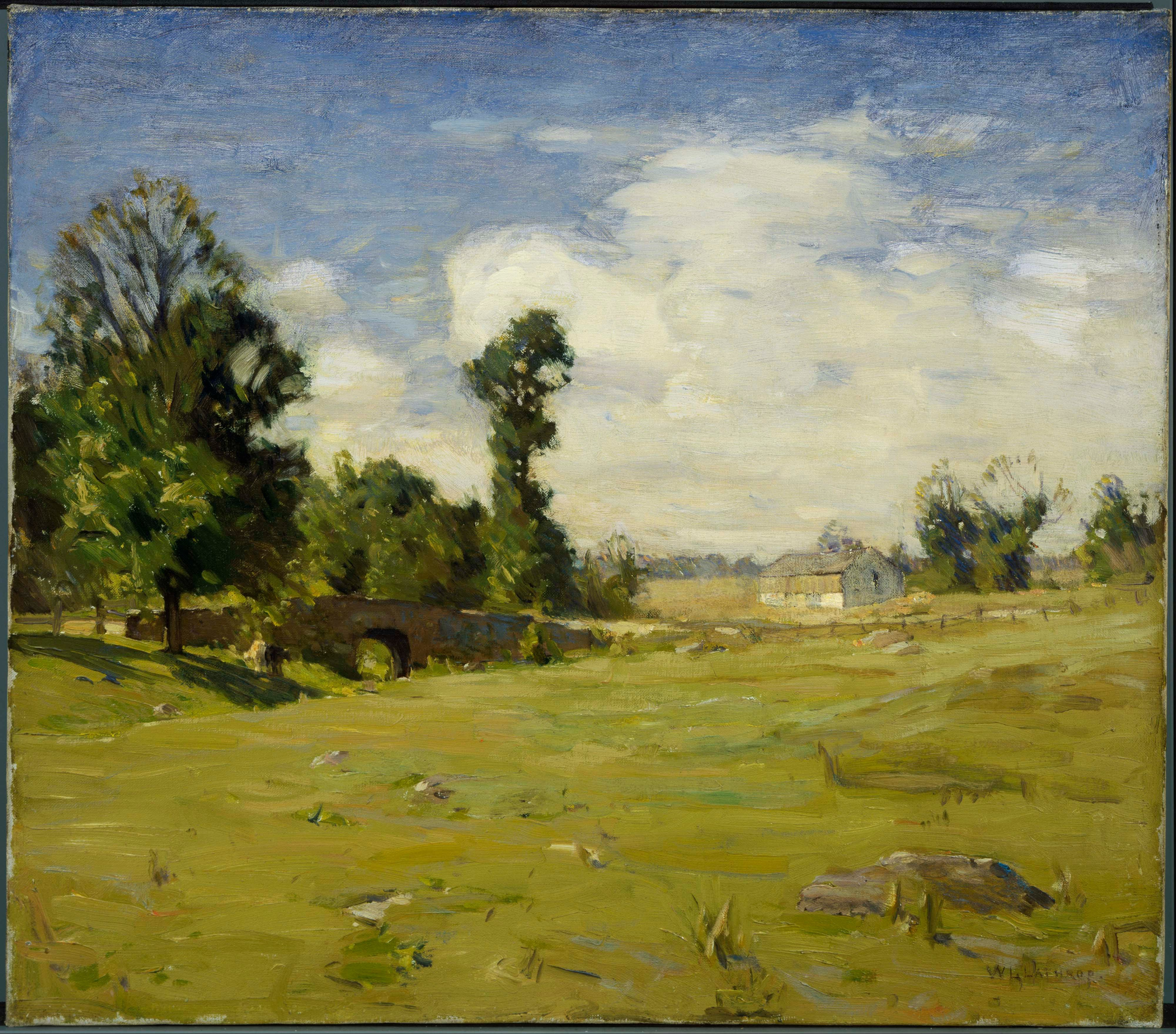
Ely's Bridge
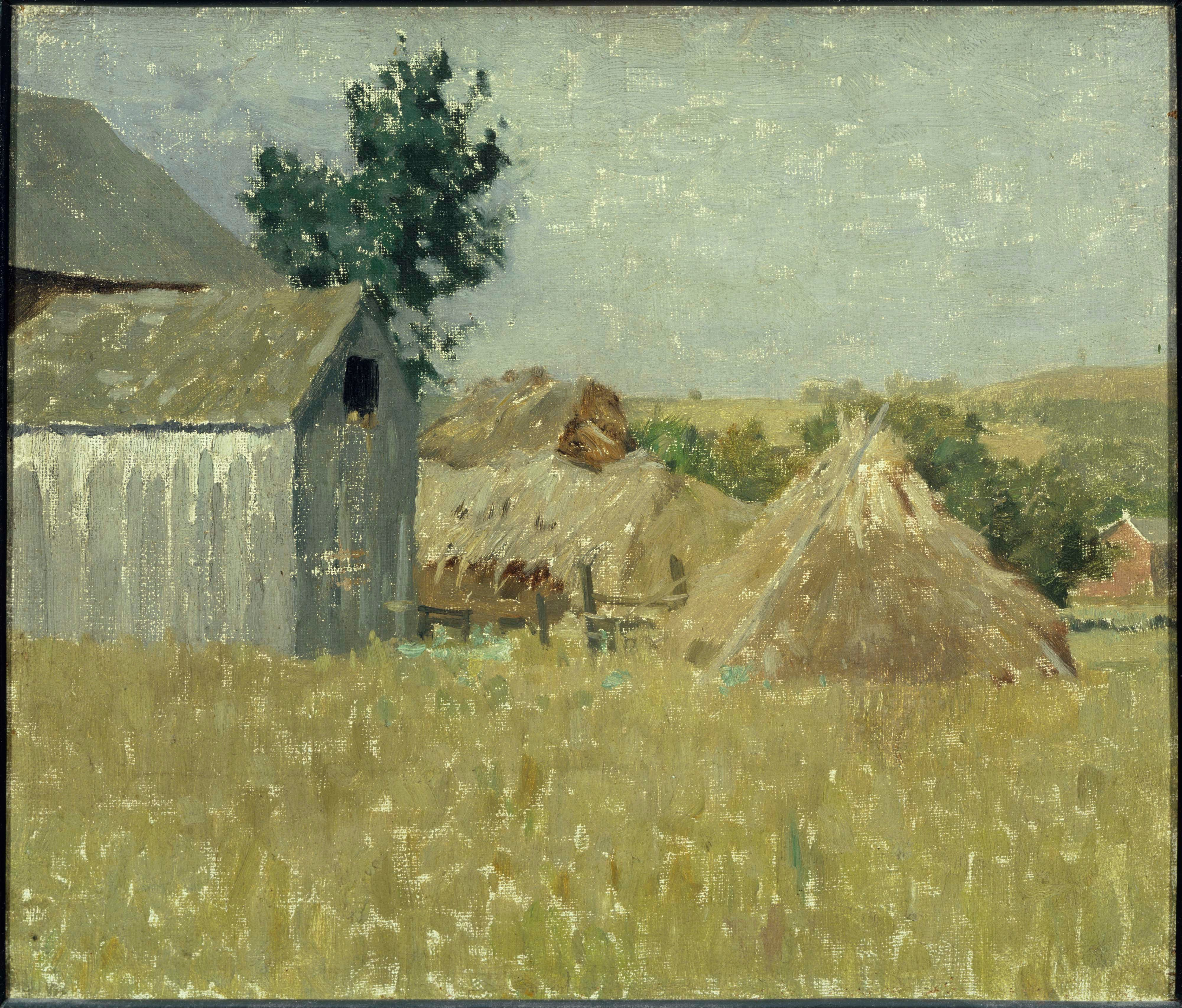
Gray Barn
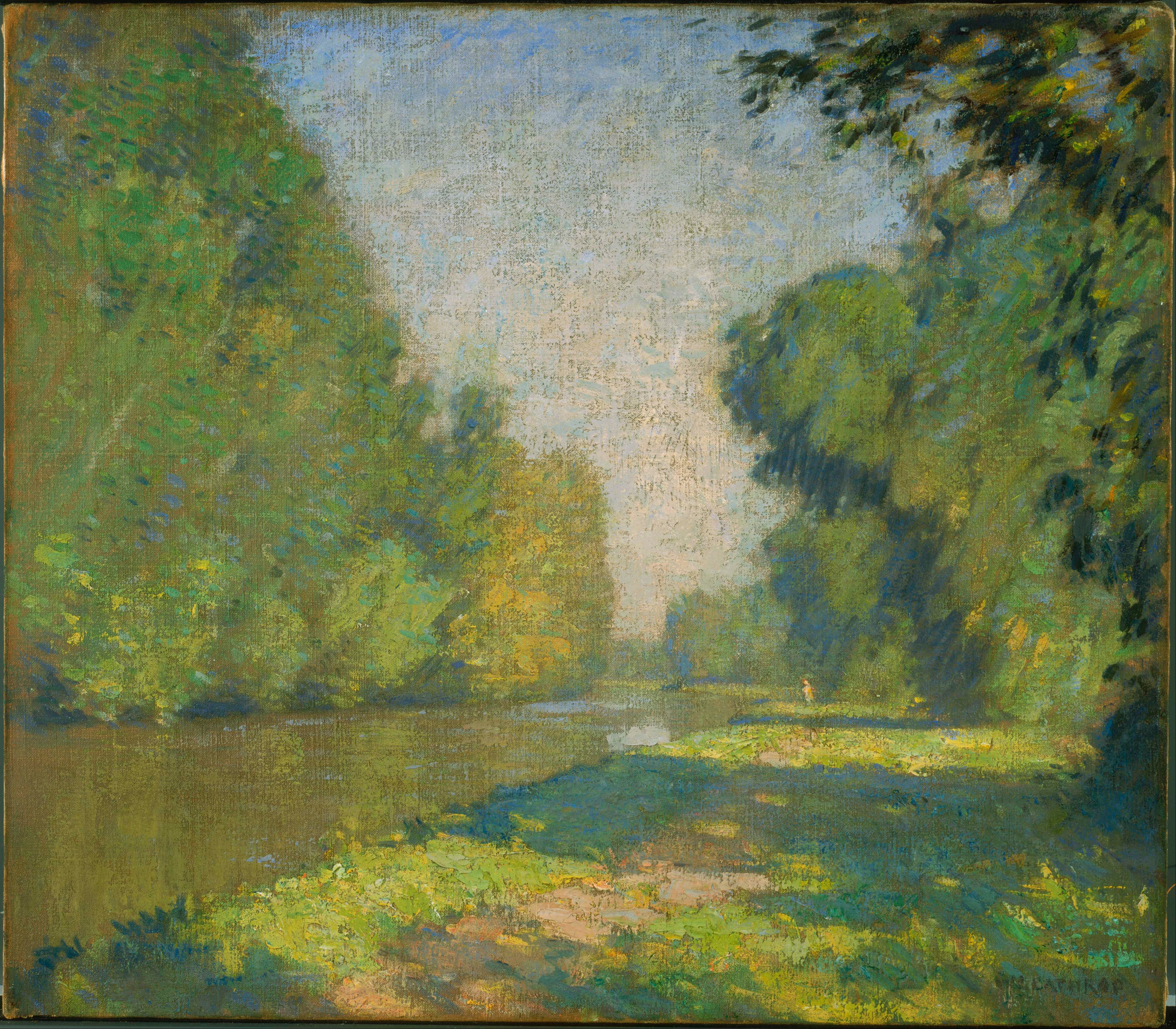
The Tow Path